# Svindinge
Svindinge is een plaats in de Deense regio Zuid-Denemarken, gemeente Nyborg. De plaats telt 308 inwoners (2020).